# Xã Springbrook, Quận Williams, Bắc Dakota
Xã Springbrook (tiếng Anh: Springbrook Township) là một xã thuộc quận Williams, tiểu bang Bắc Dakota, Hoa Kỳ. Năm 2010, dân số của xã này là 67 người.